# Mtoro Bakari

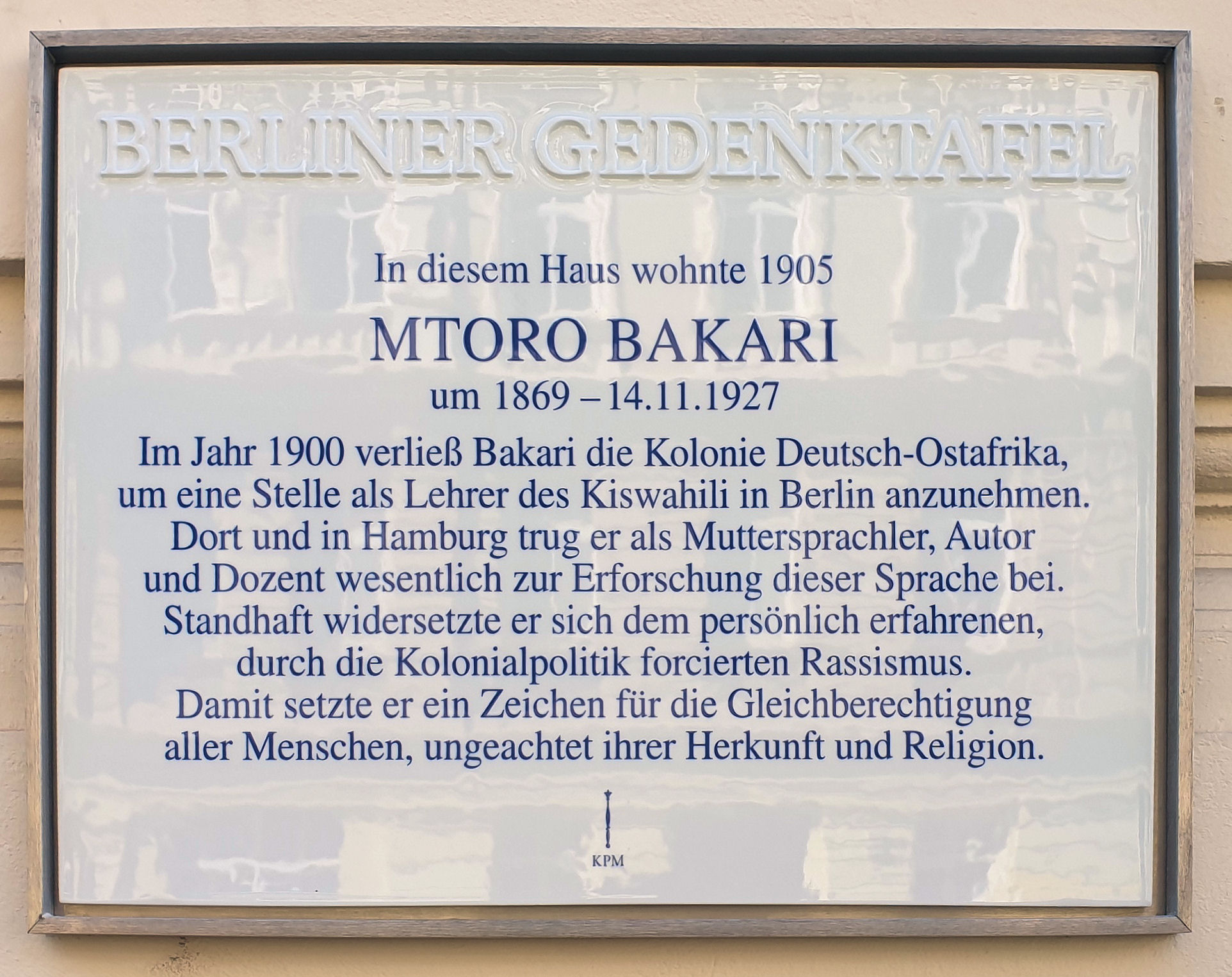
Berliner Gedenktafel am Haus, Fidicinstraße 5, in Berlin-Kreuzberg

Mtoro bin Mwinyi Bakari (* offiziell 3. Oktober 1869 in Dunda (heute Bagamoyo-Distrikt, Tansania); † 14. Juli 1927 in Berlin) war ein ostafrikanischer Autor und Universitäts-Lektor für Kiswahili. Seine Heirat mit einer Deutschen 1904 erregte öffentliches Aufsehen und trug zu politischen Diskussionen im Deutschen Kaiserreich bei, die letztendlich zu einem Verbot von Mischehen in den deutschen Kolonien führten.

## Leben

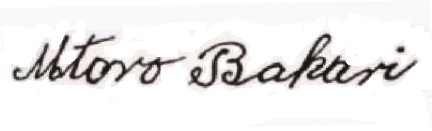
Signatur von Mtoro Bakari, 1906

Mtoro Bakari wurde im Dorf Dunda geboren und wuchs in der nahe gelegenen Küstenstadt Bagamoyo auf. Sein Name Mtoro bin Mwinyi Bakari bedeutet in etwa Mtoro, Sohn des (Land-) Besitzers Bakari. In Deutschland benutzte er der europäischen Namenskonvention folgend meist den Vatersnamen als Nachnamen und nannte sich kurz Mtoro Bakari. Der Sohn eines gläubigen Muslims besuchte mehrere Jahre lang eine Koranschule, wo er sich mit Islamischen Wissenschaften beschäftigte und Arabisch lernte. Wahrscheinlich war Bakari anschließend selbst als Lehrer tätig. 1888 wurde das Land zur deutschen Kolonie Deutsch-Ostafrika und Bagamoyo zu deren erster Hauptstadt. Bakari, der mit einer eigenen Handelsexpedition ins Landesinnere wirtschaftlich gescheitert war, wurde 1898 Steuereintreiber für die deutschen Kolonialbehörden. Bereits Mitte der 1890er-Jahre hatte er Mamboni binti Amiri Majiru geheiratet, mit der er eine Tochter hatte.

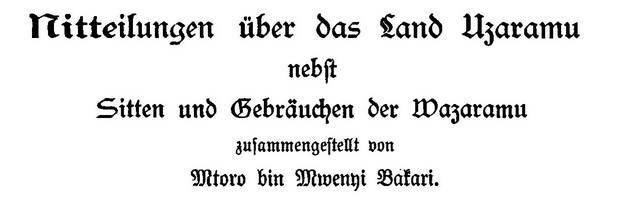
Veröffentlichung von Mtoro Bakari, 1901

In den 1890er-Jahren war Mtoro Bakari neben anderen Swahili von dem einige Jahre in Ostafrika lebenden Linguisten Carl Velten angesprochen worden, um über das lokale Leben und afrikanische Traditionen zu berichten. Im Juni 1900 kam der sprachkundige Bakari durch Velten nach Berlin, wo er ab dem Wintersemester 1900/01 als verbeamteter Lektor für Swahili am der Universität Berlin angegliederten Seminar für Orientalische Sprachen arbeitete. Bakari, der „zu den gebildetsten und wohlunterrichtetsten Suaheli gezählt“ wurde, gab dort in den nächsten Jahren nicht nur Sprach- und Konversationsunterricht, sondern verfasste auch eigene kulturgeschichtliche Abhandlungen, die Carl Velten veröffentlichte.
Im Dezember 1903 ließ sich Mtoro Bakari nach islamischem Recht von seiner afrikanischen Frau scheiden, da er die Deutsche Bertha Hilske, Fabrikarbeiterin und Tochter seiner Hauswirtin, heiraten wollte. Carl Velten und der Direktor des Seminars Eduard Sachau sprachen sich energisch gegen die Heirat aus. Dabei spielten rassische Gründe und der Vorwurf einer möglichen „Bigamie“ eine Rolle. Da aber die ostafrikanischen Kolonialbehörden auf Anfrage der Kolonialabteilung im Auswärtigen Amt erklärten, es gäbe kein Heiratshindernis, konnte sich das Paar am 29. Oktober 1904 in Berlin-Charlottenburg standesamtlich trauen lassen. Das Verhältnis zwischen Bakari und seinen Vorgesetzten war seitdem belastet und der Afrikaner sah sich auch rassistischen verbalen Angriffen von Seiten der Studentenschaft ausgesetzt, vor denen die Seminarleitung Bakari trotz Bitte um Hilfe nicht schützte. Deshalb beendete Bakari sein Arbeitsverhältnis vorzeitig im Mai 1905. Sein Name wurde seitdem in den Veröffentlichungen des Seminars nicht erwähnt, obwohl weiterhin von ihm erarbeitetes Material verwendet wurde.
Im August 1905 reiste der arbeitslose Mtoro Bakari mit seiner Frau nach Ostafrika, aber auf Weisung von Gouverneur Gustav Adolf Graf von Götzen wurde Bertha Bakari die Einreise verweigert. Sollten sie dennoch an Land gehen, drohten Mtoro Bakari 25 Peitschenhiebe. Das Ehepaar verließ dennoch in Daressalam das Schiff, was einen Auflauf der schwarzen Bevölkerung zur Folge hatte. Daraufhin schritt die Polizei ein und Bertha Bakari wurde am nächsten Tag ein Ausweisungsbefehl präsentiert. Die Bakaris mussten nach Deutschland zurückkehren. Ende Oktober 1905 war das Paar wieder in Berlin, wo Bakari von den Behörden Entschädigung für das erlittene Unrecht verlangte. Im Januar 1906 wandte er sich an Kaiser Wilhelm II. In seinem Schreiben wies er auf die Unrechtmäßigkeit der gegen ihn erhobenen Maßnahmen hin, schilderte seine angespannte wirtschaftliche Situation und bat um eine neue Anstellung im öffentlichen Dienst – sei es in Deutschland oder in Ostafrika. Im Februar 1906 erhielt er aber einen abschlägigen Bescheid von der Kolonialabteilung im Auswärtigen Amt. In der Folge belagerte Mtoro Bakari wochenlang den Eingang der Behörde, um den zuständigen Sachbearbeiter zu sprechen. Im Dezember 1906 wandte er sich schließlich mit einer erneuten Petition an den Direktor der Kolonialabteilung Bernhard Dernburg, der 1907 erster Staatssekretär des neuen Reichskolonialamtes wurde:
„So bin ich, weil ich nach deutschem Gesetz eine rechtsgültige Ehe geschlossen habe, durch die Organe der deutschen Regierung aus meiner Heimat Deutsch-Ostafrika verwiesen und hier in Deutschland brotlos gemacht worden. Deshalb bitte ich, Euer Exzellenz wollten die Güte haben, entweder mich mit meiner Ehefrau wieder in meine Heimat zurück zu befördern und mich dort wohnen zu lassen oder mir hier in Berlin eine Anstellung zu verschaffen, in der ich ehrlich mein Brot verdienen kann“.
Um öffentliche Diskussionen zu vermeiden, beschloss das Reichskolonialamt im Sommer 1907, Bakari eine neue Beschäftigung zu vermitteln. Vorher ließ die Behörde ihn allerdings durch einen Geheimpolizisten beobachten. Bakari lehnte aber die vom Reichskolonialamt angebotene Stelle als Austräger einer Kolonialbuchhandlung als unzureichend ab.
Um sich zu finanzieren, gab Mtoro Bakari ab Ende 1905 privaten Sprachstunden und unterrichtete, vermittelt durch den Pastor und Afrikanisten Carl Meinhof, Studenten verschiedener Missionsgesellschaften. Bis zum Wintersemester 1908/09 leitete er außerdem Kolloquien zum Thema Islam. Im Berliner Adreßbuch wurde er 1908 als Lektor, 1909 als Missionar geführt. Bernhard Struck und Carl Meinhof vermittelten Bakari schließlich an den Orientalisten Carl Heinrich Becker vom neu gegründeten Hamburgischen Kolonialinstitut. In seinem Empfehlungsschreiben an Becker lobte Meinhof Bakaris Wissen, seine Fähigkeiten als Lehrer, sein Taktgefühl und seinen Humor.
Nach der Stellenzusage aus Hamburg verließ Mtoro Bakari mit seiner Frau im März 1909 Berlin und begann ab Wintersemester 1909/10 als „Sprachgehilfe“ am „Seminar für Kolonialsprachen“ des Hamburger Kolonialinstituts. Im Dezember 1913 musste er nach dem Streit mit Martin Heepe, von dem er sich diskriminiert fühlte, auch das Hamburger Institut verlassen. Danach zog das Paar wieder nach Berlin.
Bis in die 1920er-Jahre hielt Mtoro Bakari zur Finanzierung seines Lebensunterhalts in zahlreichen deutschen Städten Vorträge über Ostafrika an Schulen und anderen Institutionen. Auch dabei war Bakari immer wieder Diskriminierungen ausgesetzt, da man ihn wiederholt für einen der französischen Kolonialsoldaten hielt, die seit der Alliierten Rheinlandbesetzung 1919 in Deutschland stationiert waren. Deshalb wandte sich Bakari 1922 in einer Bittschrift an die Reichsregierung:
„Die hohe Regierung des Deutschen Reiches wolle in menschlicher Güte dem ergebenst Unterzeichneten einen Schutzschein – oder wie ein solches Dokument sonst zu nennen sei – ausstellen, das ihm durch Vorlegung bei der Behörde eines Ortes, daselbst Unterkunft – sicher und unbehelligt – und Aufnahme beziehungsweise Unterstützung gewährleistet“.
Von 1914 an lebten die Bakaris in der Neuköllner Lichtenrader Straße 40. Zuletzt war Bertha Bakari dort als Mtoros Witwe im Berliner Adreßbuch von 1929 verzeichnet. Sie starb am 3. November 1945 in Berlin-Neukölln (Standesamt Berlin-Neukölln Nr. 10370/1945).

## Ehrung
Am 25. April 2024 wurde an seinem ehemaligen Wohnort, Berlin-Kreuzberg, Fidicinstraße 5, eine Berliner Gedenktafel enthüllt.